# Dohrniphora shannoni
Dohrniphora shannoni är en tvåvingeart som beskrevs av Borgmeier 1961. Dohrniphora shannoni ingår i släktet Dohrniphora och familjen puckelflugor. Inga underarter finns listade i Catalogue of Life.